# Dents des Bouquetins
Les dents des Bouquetins sont un groupe de sommets des Alpes pennines. Ils se trouvent à la frontière entre l'Italie et la Suisse, entre la Vallée d'Aoste (haut Valpelline) et le canton du Valais (haut val d'Hérens).

## Alpinisme

### Voies d'accès
Le départ des voies d'accès les plus fréquentées se situe au refuge Aoste du côté italien et au refuge des Bouquetins du côté suisse.

### Histoire
- 1925 - Première traversée par Joseph Georges avec Ivor Armstrong Richards et Dorothy Pilley